# Athetis tenebrata
Athetis tenebrata là một loài bướm đêm trong họ Noctuidae.